# Bécasseau semipalmé
Calidris pusilla
Espèce
Statut de conservation UICN

 NT A2bd+4bd : Quasi menacé
Le Bécasseau semipalmé (Calidris pusilla) est une espèce d'oiseaux limicoles de la famille des Scolopacidae et de la sous-famille des Calidridinae.

## Description
Ce bécasseau mesure de 13 à 15 cm. Il possède un court bec droit et noir, légèrement enflé à son extrémité.

## Comportement
Le Bécasseau semipalmé forme de grands groupes dans les sites de halte migratoire. Il est souvent associé au Bécasseau d'Alaska.

## Alimentation
Cet oiseau se nourrit essentiellement en picorant mais sonde parfois la vase ou exploite l'eau peu profonde.

## Voix
Bref "chreup" étouffé, ou "kit" aigu.

## Source
- Taylor D. (2006) Guide des limicoles d'Europe, d'Asie et d'Amérique du Nord. Delachaux & Niestlé, Paris, 224 p.